# Rosemarkie
Rosemarkie es una localidad situada en Highland, Escocia (Reino Unido). Según el censo de 2022, tiene una población de 631 habitantes.
Está ubicada al norte de Escocia, cerca de la ciudad de Inverness, de la costa del mar del Norte y del canal de Caledonia. 
La localidad está asentada sobre una amplia y pintoresca bahía con vistas a Fort George y a la costa del fiordo Moray.